# اندیس آنومالی چشمه سفید
آنومالی چشمه سفید یک اندیس چندفلزی است که در حوالی شهر معلمان استان سمنان قرار دارد و مادهٔ معدنی موجود در آن، طلا است.سنگ میزبان این اندیس آندزیت، اسپیلت و توده نفوذی کوارتز مونزودیوریت است  در این اندیس، پاراژنز‌های گالن و طلا یافت می‌شوند.